# Nol van Berckel
Arnoldus Louis Maria (Nol) van Berckel (Amsterdam, 22 december 1890 – Gendringen, 8 september 1973) was een Nederlands voetballer en rechter.
Van Berckel, telg uit het geslacht Van Berckel, speelde tussen 1910 en 1912 zes wedstrijden voor het Nederlands voetbalelftal en maakte daarbij twee doelpunten. In clubverband speelde hij als aanvaller bij Quick Nijmegen.
Van Berckel had een juridische loopbaan. Hij was rechter en werd na de Tweede Wereldoorlog ook president van het Bijzonder Gerechtshof in Den Haag. Hij was in die hoedanigheid ook betrokken bij het proces tegen Anton Mussert. Na de oorlog werd hij benoemd tot raadsheer in de Hoge Raad der Nederlanden.